# Burning Bridges (Bon Jovi-album)
A Burning Bridges a Bon Jovi tizenharmadik stúdióalbuma.

## Az album dalai
- A Teardrop to the Sea 5:08
- We Don't Run 3:18
- Saturday Night Gave Me Sunday Morning 3:24
- We All Fall Down 4:06
- Blind Love 4:49
- Who Would You Die For 3:56
- Fingerprints 5:59
- Life Is Beautiful 3:24
- I'm Your Man 3:45
- Burning Bridges 2:45